# Tony Anthony
Roger Pettito, mais conhecido como Tony Anthony (Clarksburg, 16 de outubro de 1937) é um ator, diretor, produtor e roteirista estadunidense. Tony Anthony ficou conhecido por suas várias atuações em western spaghetti.